# Mompha nigrella
Mompha nigrella é uma espécie de mariposa do gênero Mompha pertencente à família Coleophoridae.